# Thai Ridgeback Dog

Tipi di ridgeback

Il Thai Ridgeback Dog (in thailandese ทยหลังอาน, Thai Lang-An) è un cane di taglia media originario della Thailandia, riconosciuto dalla FCI. La razza, precedentemente sconosciuta al di fuori dello Stato, sta acquisendo popolarità nel mondo occidentale. Il Thai Ridgeback è una delle principali razze di cani crestati, che hanno una cresta di peli che corre lungo la schiena nella direzione opposta rispetto al resto del mantello, assieme al Rhodesian ridgeback e al Phu Quoc Ridgeback.

## Storia
L'origine del Thai Ridgeback non è documentata: grazie a delle pitture rupestri trovate in delle caverne, si stima che la razza sia nata nella Thailandia dell'Est circa 3.000 anni fa. Con certezza, 350 anni fa è stato trovato un manoscritto in thailandese dove veniva descritta dettagliatamente il Thai Ridgeback.
Data la peculiare caratteristica del pelo presente solo nei Thai Ridgeback, Rhodesian ridgeback e Phu Quoc Ridgeback, si pensa che la razza abbia una parentela con queste ultime. Il parente comune di queste tre razze sarebbe il Funan Ridgeback Dog, portato in Asia dall'Africa circa mille anni fa tramite delle navi di commercio.
Nel 1993 la razza è stata riconosciuta dalla FCI.

## Caratteristiche

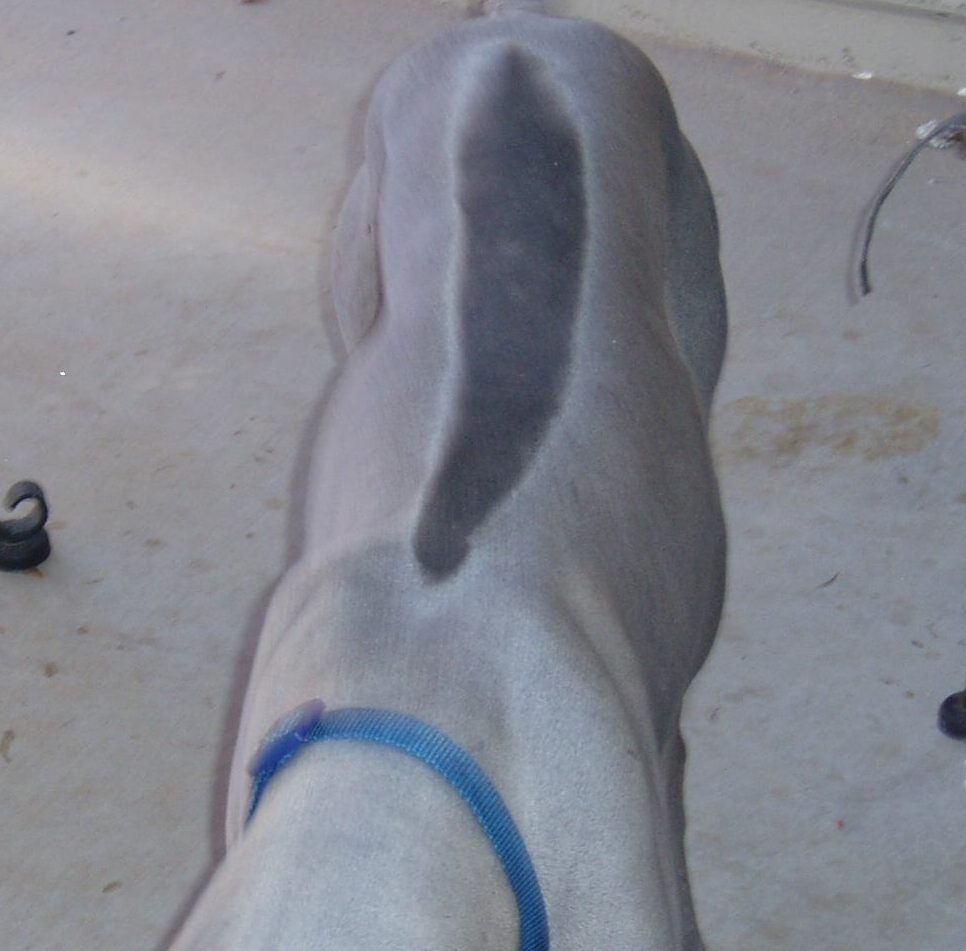
La cresta presente sul dorso del cane

Il Thai Ridgeback è un cane muscoloso e di media grandezza, pariah, con testa a cuneo, orecchie a punta triangolari e pelo molto corto e liscio. Possiede una cresta di capelli sulla schiena che cresce nella direzione opposta del resto del pelo. Solitamente i cuccioli nascono senza cresta. Il loro corpo muscoloso li porta ad essere molto agili, con la coda volta verso l'alto e la fronte increspata. La lingua può essere completamente nera o presentare delle voglie nere, e gli occhi sono solitamente a mandorla ed ambrati. Le orecchie sono volte verso il basso, alzandosi progressivamente con il passare degli anni. Il mantello deve essere di colore solido blu, nero, rosso o fulvo.
Per gli spettacoli e le competizioni internazionali, l'altezza della spalla dovrebbe essere di 56-61 cm nei maschi e di 51-56 cm nelle femmine. Il peso è in media 15–25 kg nelle femmine e 18–27 kg nei maschi.

### Cresta

Esemplificazione dei VI gradi del Sinus dermoide tipico delle razze ridgeback

Il Thai Ridgeback è sotto il controllo di due gruppi di geni epistatici: il primo determina l'esistenza della cresta, il secondo la sua grandezza, che può variare dal non esistere all'essere molto grande, fino ad arrivare ai lati del busto. La cresta apparirà solo se c'è almeno un allele dominante in entrambi i gruppi.
I cuccioli di Thai Ridgeback nascono spesso senza la cresta che svilupperanno poi durante i primi mesi di vita.

### Colore
Anche il colore del mantello è sotto il controllo di due gruppi di geni epistatici: il primo determina il colore del mantello, se debba essere nero, marrone, rosso o blu. La serie di dominanza va da nero a tigrato e da rosso a bianco. L'altro gene controlla la diluizione del colore: il nero può essere diluito in grigio, argento o blu, e il rosso diventa fulvo.

## Salute

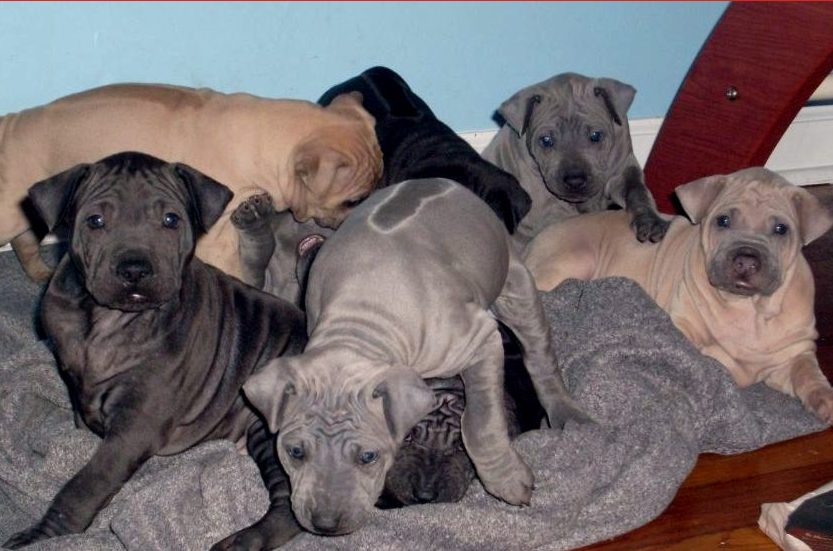
Cuccioli di Thai Ridgeback

Il Thai ridgeback è una razza sana e in generale con pochi problemi alla salute, riproducendosi fino a poco tempo fa solo in Thailandia quasi esclusivamente per selezione naturale e mantenendo così il suo tipo originale. La razza è incline ad avere il dermoid sinus (sinus dermoide), una condizione genetica del pelo non fatale per la vita del cane. I soggetti moderni, derivati da diversi incroci, possono essere inclini alla displasia dell'anca ed altri disturbi genetici.

### Carattere
I ridgeback thailandesi sono una razza molto intelligente, coraggiosa e socievole con l'uomo. Il suo corpo muscoloso e agile lo porta ad essere molto attivo e resistente.

## Galleria d'immagini

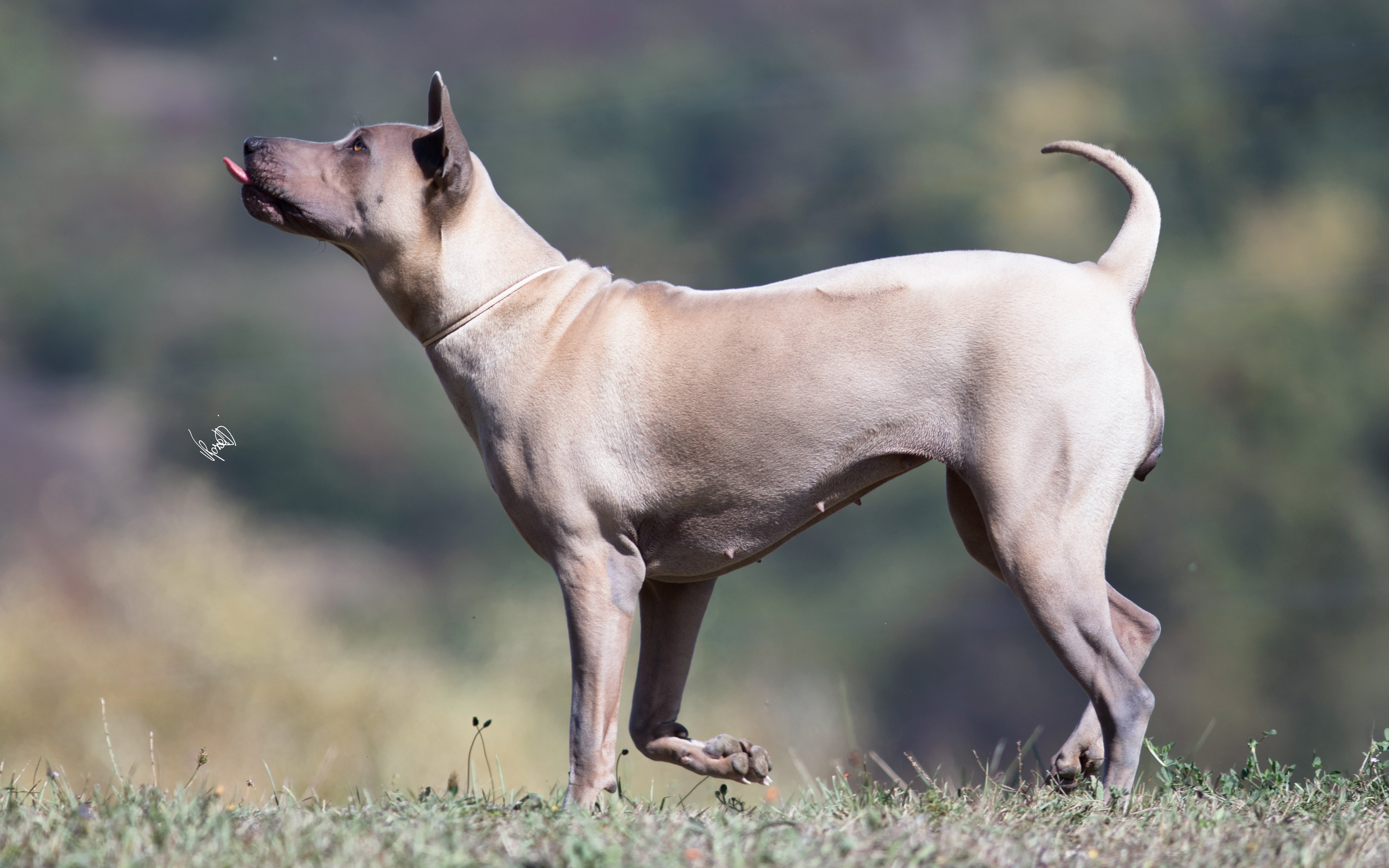
Femmina di Thai Ridgeback Dog di colore isabella (diluizione del rosso).